# Orthophytum vagans
Orthophytum vagans är en gräsväxtart som beskrevs av M.B.Foster. Orthophytum vagans ingår i släktet Orthophytum och familjen Bromeliaceae. Inga underarter finns listade i Catalogue of Life.